# ITAR-TASS
La ITAR-TASS, acronimo di Informacionnoe Telegrafnoe Agentstvo Rossii - Telegrafnoe agentstvo svjazi i soobšenija (in russo Информационное телеграфное агентство России — Телеграфное агентство связи и сообщения?, Agenzia russa di informazione telegrafica - Agenzia telegrafica di collegamento e comunicazione) è l'agenzia di stampa ufficiale russa, erede della sovietica TASS attiva fino al 1992, il cui acronimo è stato conservato nella nuova dizione, anche se durante il periodo dell'URSS esso significava Telegrafnoe Agentstvo Sovetskogo Sojuza (in russo Телеграфное агентство Советского Союза?, Agenzia Telegrafica dell'Unione Sovietica).

## Storia
Nata nel 1925 a Mosca come fusione di diverse agenzie russe e di altri Paesi un tempo parte dell'impero zarista, essa fu per tutta la sua esistenza la voce ufficiale all'estero dell'Unione Sovietica.

## Fotografi
In un secolo di storia sono stati decine i fotografi che hanno illustrato i vari periodi dell'URSS, della guerra fredda, del disgelo tra le superpotenze, alla caduta dell'impero sovietico e alla nascita della Russia e delle ex repubbliche ad esso legate. Tra questi, forse i più importanti, o forse quelli che più hanno caratterizzato le epoche nelle quali hanno prevalentemente operato, nell'ambito dell'agenzia TASS, sono stati: Natalia Bode, Evgenij Chaldej, Mikhail Dzhaparidze, Emmanuil Evzerikhin, Naum Granovsky, Boris Kosarev, Vladimir Lagrange, Vasily Malyshev, Mark Markov-Grinberg, Vladimir Gurgenovic Musaelyan, Alexander Nemenov, Mikhail Ozersky, Mark Redki, Andrey Soloviev, Andrej Stenin, Vsevolod Tarasevich, Mikhail Trakhman, Vladimir Voytenko.